# Dihydrogenmonoxid

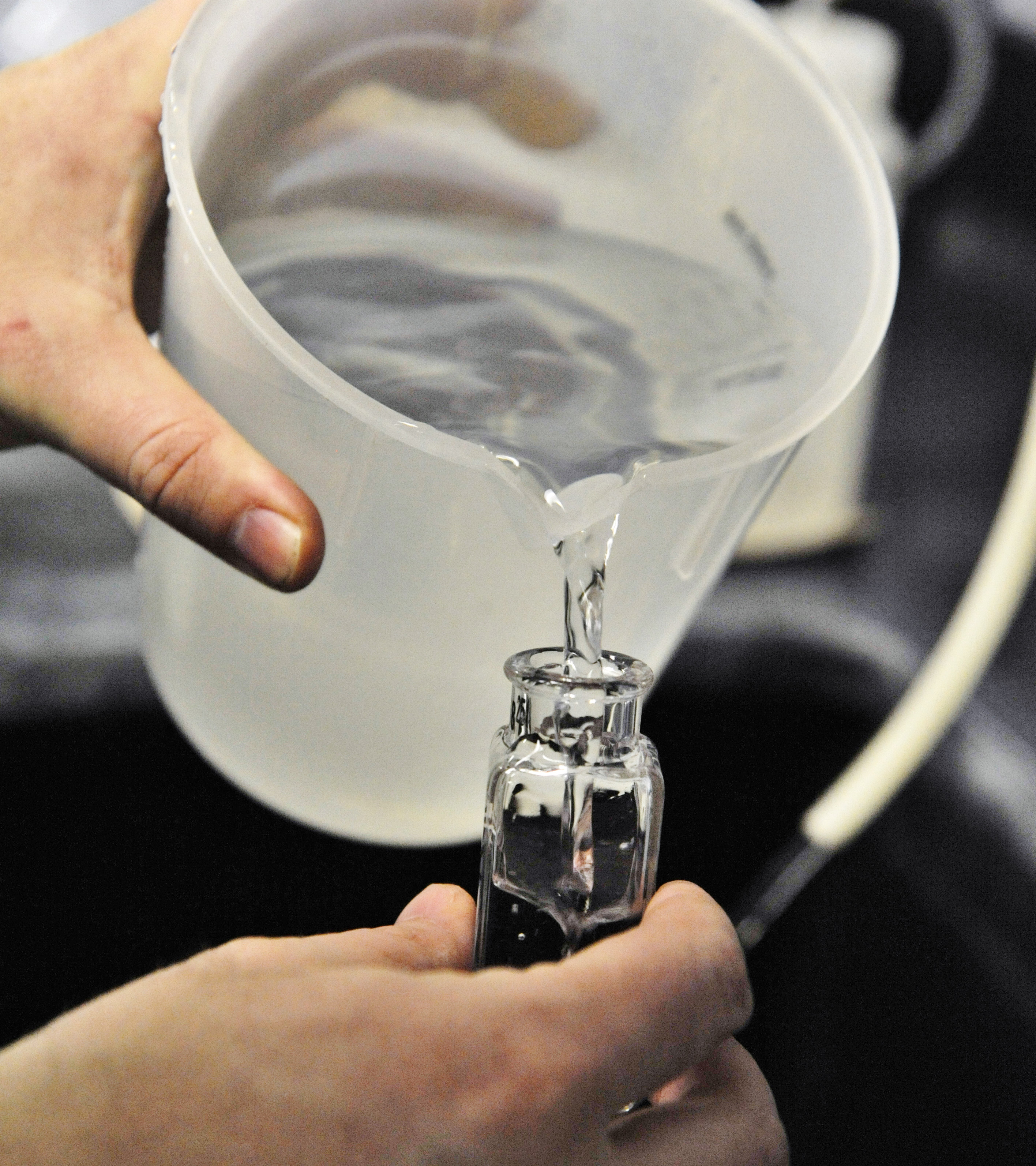
Eine Probe der Substanz wird für eine Laboruntersuchung abgefüllt.

Dihydrogenmonoxid (Abkürzung DHMO) ist eine zwar chemisch korrekte, aber ausschließlich ironisch als wissenschaftlicher Witz benutzte Bezeichnung für Wasser (H2O). Die fachsprachlich-abstrakte Bezeichnung für einen alltäglichen, lebenswichtigen Stoff suggeriert eine gefährliche Substanz und wurde mit der Absicht geprägt, die verbreitete Angst vor der chemischen Industrie zu karikieren und zu verdeutlichen, wie sich Menschen durch einseitige Information manipulieren lassen.

## Ursprungsform
Erstmals 1989 kursierten auf dem Campus der Universität von Kalifornien in Santa Cruz Flugblätter, die vor einer Chemikalie namens „Dihydrogenmonoxid“ warnten und die von dieser Substanz ausgehenden Gefahren zwar sachlich korrekt, aber einseitig und dramatisierend darstellten. Mehrfach ist es so gelungen, Menschen davon zu überzeugen, dass diese Substanz verboten werden müsse (siehe unter „Bekannte Kampagnen“).
1994 wurde der Scherz auf einer Website thematisiert, die schnell Bekanntheit erlangte und in den folgenden Jahren auch von der Presse wahrgenommen wurde. Darin wird das Gefahrenpotenzial von „DHMO“ so dargestellt:
| Ursprungsform von 1994 | Deutsche Übersetzung |
| --- | --- |
| The dangers of dihydrogen monoxide include: - Also called ‘hydroxyl acid’, the substance is a major component of acid rain - Contributes to soil erosion - Contributes to the greenhouse effect - Accelerates corrosion and breakdown of electrical equipment - Excessive ingestion may cause various unpleasant effects - Prolonged contact with its solid form results in severe tissue damage - Inhalation, even in small quantities, may cause death - Its gaseous form may cause severe burns - It has been found in the tumors of terminal cancer patients - Withdrawal by those addicted to the substance causes certain death within 168 hours Nevertheless, governments and corporations continue using it widely, heedless of its grave dangers. | Dihydrogenmonoxid birgt unter anderem folgende Gefahren: - Als sogenannte ‚Hydroxylsäure‘ ist es ein Hauptbestandteil von saurem Regen - Es trägt zur Bodenerosion bei - Es trägt zum Treibhauseffekt bei - Es beschleunigt Korrosion und den Ausfall elektrischer Anlagen und Geräte - Übermäßige Einnahme kann zu unangenehmen Folgen führen - Längerer Kontakt mit DHMO in festem Zustand bewirkt schwere Gewebeschäden - Einatmen, schon in kleinen Mengen, kann zum Tode führen - Sein gasförmiger Zustand kann schwere Verbrennungen hervorrufen - Es wurde in den Tumoren von Krebspatienten im Endstadium entdeckt - Bei Süchtigen führt ein Entzug innerhalb von 168 Stunden zum sicheren Tod Trotz dieser schwerwiegenden Gefahren halten Regierungen und Konzerne dennoch an dem verbreiteten Einsatz fest. |

Mit zunehmender Verbreitung wurden dem Witz noch weitere Aspekte hinzugefügt, die dem Muster der einseitigen Darstellung folgen:
- DHMO wird in der Industrie als konkurrenzlos billiges Universallösungsmittel eingesetzt.
- Weltweit werden jedes Jahr etliche hundert – unbestritten – durch DHMO verursachte Todesfälle nachgewiesen.
- DHMO erscheint bisher nicht auf den amtlichen Listen gefährlicher Stoffe.
- Die Einleitung von DHMO ins Abwasser wurde bislang nicht gesetzlich verboten.
- Die Behörden sind nicht bereit, die Konzentration von DHMO im Abwasser systematisch zu messen.
- Selbst die besten Kläranlagen sind nicht dazu in der Lage, DHMO aus dem Abwasser zu entfernen.
- DHMO dient vielfach als „Trägersubstanz“ für eine unbekannte Anzahl weiterer Giftstoffe.
- DHMO wird in Nuklearanlagen als Kühlmittel eingesetzt.
- Die Einnahme von DHMO während der Schwangerschaft führt stets zu einer DHMO-Abhängigkeit des Kindes.
- Unter Einwirkung von elektrischer Spannung entwickelt DHMO hochexplosives Knallgas.

Jede dieser Aussagen für sich ist korrekt: Jährlich ertrinken Hunderte von Menschen in Wasser; beim Erhitzen von Wasser entsteht heißer Dampf, der Verbrennungen verursachen kann; Wasser darf ins Abwasser eingeleitet werden; saurer Regen besteht hauptsächlich aus Wasser. Dennoch verleitet die einseitige Darstellung der Gefahren einer scheinbar unbekannten Substanz immer wieder Menschen dazu, die Forderung nach einem Verbot oder zumindest schärferen gesetzlichen Regelungen wie die Einstufung als Gefahrgut oder eine Grenzwertfestlegung zu unterstützen.

## Wissenschaftliche Terminologie
Ein Wassermolekül besteht aus einem Sauerstoffatom, an das zwei Wasserstoffatome gebunden sind. Die chemische Summenformel für Wasser lautet folglich H2O. Die griechische Vorsilbe Di- bedeutet „Zwei“, Mono- bedeutet „Eins“. Die Namen vieler chemischer Verbindungen, an denen Wasserstoff beteiligt ist, enthalten als Namensbestandteil den griechisch-lateinischen Namen des Wasserstoffs, Hydrogenium (Hydro griech. „Wasser“, -genium, lat. „-bildner“, → Wasserbildner). Oxide sind Verbindungen mit Sauerstoff (griech.-lat. Oxygenium), die infolge einer Oxidation, meist einer Korrosion oder Verbrennung unter Beteiligung des Luft-Sauerstoffs, entstehen (die explosive Variante der Verbrennung von Wasserstoff ist die Knallgasreaktion). Die wissenschaftlich korrekte Bezeichnung Di-Hydrogen-Mono-Oxid heißt also wörtlich „Zwei-Wasserstoff-Ein-Sauerstoff-Verbindung“.
Diese Bezeichnung ist wissenschaftlich eindeutig, allerdings müsste sie nach chemischer Systematik so gar nicht verwendet werden, da die Bindung des Atoms eines Elements der 6. Hauptgruppe des Periodensystems an zwei Wasserstoff-Atome der Normalfall ist, womit die systematische Bezeichnung Hydrogenoxid bzw. Wasserstoffoxid schon hinreichend wäre (in ähnlicher Weise, ohne das doppelte Auftreten des Wasserstoffs im Namen explizit anzuzeigen, wird H2S schlicht Schwefelwasserstoff genannt). Auch die grundsätzlich mögliche Bezeichnung Hydroxylsäure für die Verbindung eines Wasserstoffatoms mit einer Hydroxy-Gruppe wäre wissenschaftlich niemals gängig.
Allerdings hat Wasser wissenschaftlich einen Sonderstatus, indem es in der Fachliteratur überhaupt nicht mit einem systematischen Namen, sondern mit seinem Trivialnamen geführt wird – mit dem Nachteil, dass dieser in den verschiedenen Sprachen jeweils anders lautet und sich insbesondere zwischen den Sprachfamilien unterscheidet.
Häufig wird „DHMO“ absichtlich als „Dihydrogen-Monoxid“ mit Bindestrich ausgeschrieben, um auf das bekanntermaßen giftige Kohlenmonoxid anzuspielen. Zudem erinnert die Bezeichnung an die ebenfalls in gesundheitsschädlichen Abgasen enthaltenen Stickoxide, insbesondere an Stickstoffmonoxid.

## Bekannte Kampagnen „gegen“ DHMO
Über die Jahre gab es einige sehr ernst geführte Kampagnen gegen DHMO, die die Öffentlichkeit teils erst spät als Scherz erkannte.
- 1989 verbreiteten drei amerikanische Studenten Flugblätter mit Warnungen vor der Verseuchung mit Dihydrogenmonoxid auf dem Campus der UC Santa Cruz. Im Text war unter anderem zu lesen: „Kürzlich wurde entdeckt, dass unser Wasserversorgungssystem mit einer gefährlichen Chemikalie kontaminiert wurde. Diese Chemikalie ist farb-, geruch- und geschmacklos und löst sich komplett in Wasser auf.“ Im Flugblatt wurde auch bemängelt, dass bisher nichts gegen die Kontamination unternommen wurde und dass sich die Verwaltung sogar weigere, Produktion, Verteilung und Gebrauch des Schadstoffes zu verbieten. Deshalb wurde mit den Worten „Tu jetzt etwas, um eine weitere Kontamination zu verhindern!“ zur Selbsthilfe aufgerufen. Die Aufregung über diese angeblich so große Gefahr hielt sich allerdings in Grenzen, vermutlich, weil es sich schnell herumsprach, dass es sich um einen studentischen Scherz handelte.[7][8] Die drei Studenten berichteten, dass die Idee auf einem Artikel einer Lokalzeitung, dem Durand Express, beruhte – wobei dort von „hydrogen hydroxide“ gesprochen wurde. Sie entwickelten daraus den Namen „-monoxide“, da es nach ihrer Meinung gefährlicher klang.
- 1994 richtete Craig Jackson eine Website für die Coalition to Ban DHMO („Initiative zum Verbot von DHMO“) ein. Sie verbreitete sich im Internet und darüber hinaus; so wurde sie beispielsweise 1995 als scheinbare Werbung im Analog Magazine veröffentlicht.
- 1997 schaffte es Nathan Zohner, ein 14-jähriger Schüler aus Idaho Falls, 43 von 50 befragten Mitschülern für ein Verbot der Chemikalie stimmen zu lassen. Zohner erhielt für die Analyse dieser Befragung den ersten Preis im wissenschaftlichen Schülerwettbewerb des Kreises.[9]
- 1997 richtete Tom Way die Website DHMO.org der angeblichen Dihydrogen Monoxide Research Division („DHMO-Forschungsinstitut“) ein, von Jacksons Website und Zohners Untersuchung inspiriert. Er hielt die Website absichtlich ernst, um sie als Lehrmittel zum kritischen Denken und Umgang mit Informationen in der Informationsgesellschaft zu gebrauchen.
- Im März 2004 kam in Aliso Viejo im Orange County ein Verbot des Einsatzes von Schaumstoffverpackungen bei städtischen Veranstaltungen auf die Tagesordnung des Gemeinderates, nachdem ein städtischer Justiziar gelesen hatte, dass bei der Schaumstoffproduktion DHMO eingesetzt wird, ohne zu begreifen, dass es sich um einen Scherz handelte. Der Tagesordnungspunkt konnte zwar noch vor einer Abstimmung zurückgezogen werden, hatte jedoch der öffentlichen Reputation des Stadtrates bereits geschadet.[9][10]

### Ähnliche Aktionen

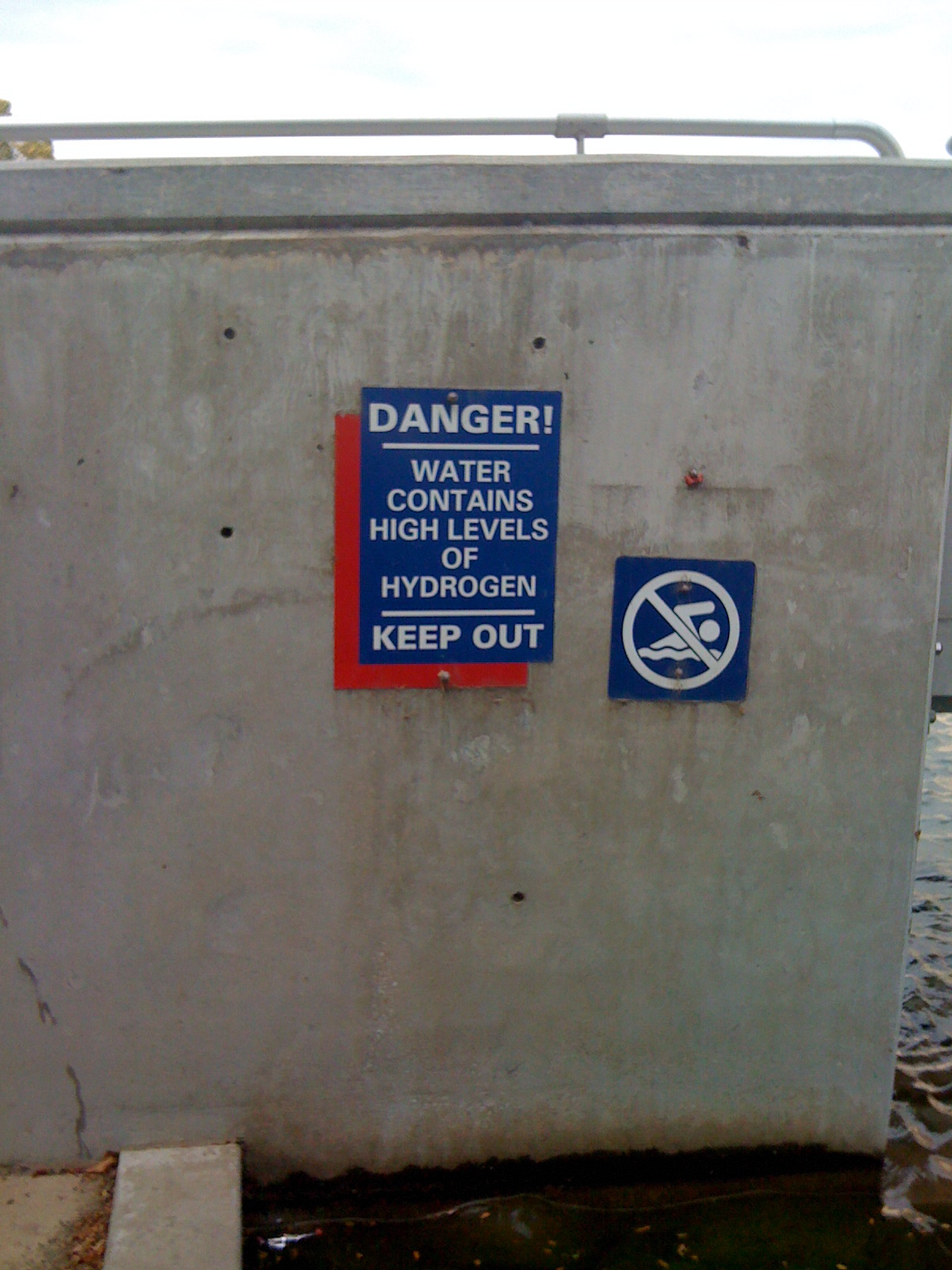
Warnschild in Louisville

- 2006 kam der leitende Direktor der städtischen Anstalt für Ufer- und Gewässerschutz in Louisville auf die Idee, das Baden in den öffentlich zugänglichen Springbrunnen im Uferpark zu unterbinden, indem er auf Rechnung der Stadt ein Schild mit der Aufschrift DANGER – WATER CONTAINS HIGH LEVELS OF HYDROGEN – KEEP OUT anbringen ließ (deutsch: „Achtung – Wasser enthält hohe Dosen Hydrogenium – nicht betreten“). Nach eigener Aussage zählte er dabei „auf die mangelnde Verbreitung des Wissens über die chemische Zusammensetzung von Wasser“.[11]

## Weitere ungewöhnliche Namen für Wasser
Die nomenklatorischen Empfehlungen der IUPAC gestatten außer „Wasser“ auch die Bezeichnung Oxidan. Weitere alternative Bezeichnungen für Wasser sind Diwasserstoffoxid oder Mon(o)oxan. Aufgrund der amphoteren Eigenschaften (als Brønsted-Base bzw. -Säure) sind auch die Bezeichnungen Hydrogenhydroxid und Hydroxylsäure möglich. Betrachtet man eines der Wasserstoffatome als Alkylgruppe, so sind die Bezeichnungen wie Hydrogenol, Protonol oder Hydrogenylalkohol denkbar. Eine weitere Möglichkeit ist die Assoziation mit gefährlichen radioaktiven Substanzen auf -um wie etwa Plutonium; daraus wird dann Diprotiummonoxid. Protium ist die Bezeichnung der Kernphysik für das häufigste, leichteste und einfachste Wasserstoff-Isotop.